# Badminton na Letnich Igrzyskach Olimpijskich 2024 – mikst
Turniej gry mieszanej w badmintonie podczas XXXIII Letnich Igrzysk Olimpijskich w Paryżu został rozegrany w dniach od 27 lipca do 2 sierpnia 2024 roku w Arena Porte de la Chapelle. W rywalizacji wzięło udział 15 par z 13 reprezentacji.

## Zasady turnieju
Zawodnicy zostali podzieleni na cztery grupy, w których rywalizowano systemem każdy z każdym. Dwie najlepsze pary z każdej z grup awansowały do ćwierćfinału. Od tego czasu rywalizacja przybrała formę pucharową. W trakcie całego turnieju mecze rozgrywane były do dwóch zwycięskich setów.

## Rozstawieni zawodnicy
1. Zheng Siwei / Huang Yaqiong
2. Feng Yanzhe / Huang Dongping
3. Seo Seung-jae / Chae Yoo-jung
4. Yuta Watanabe / Arisa Higashino

## Faza grupowa

### Grupa A
| Lp. | Zawodnik                                       | M | Z | P | S+ | S- | S+/- | P+  | P-  | P+/- | Pkt | Kwalifikacja        |
| --- | ---------------------------------------------- | - | - | - | -- | -- | ---- | --- | --- | ---- | --- | ------------------- |
| 1   | Zheng Siwei / Huang Yaqiong (CHN)              | 3 | 3 | 0 | 6  | 0  | +6   | 128 | 75  | +53  | 3   | Awans do 1/4 finału |
| 2   | Kim Won-ho / Jeong Na-eun (KOR)                | 3 | 1 | 2 | 3  | 4  | −1   | 130 | 135 | −5   | 1   | Awans do 1/4 finału |
| 3   | Thom Gicquel / Delphine Delrue (FRA) (H)       | 3 | 1 | 2 | 2  | 4  | −2   | 113 | 115 | −2   | 1   |                     |
| 4   | Rinov Rivaldy / Pitha Haningtyas Mentari (INA) | 3 | 1 | 2 | 2  | 5  | −3   | 98  | 144 | −46  | 1   |                     |

| Data     | Czas  | Drużyna 1                              | Wynik | Drużyna 2                              | Set 1 | Set 2 | Set 3 | Raport |
| -------- | ----- | -------------------------------------- | ----- | -------------------------------------- | ----- | ----- | ----- | ------ |
| 27 lipca | 15:40 | Zheng Siwei Huang Yaqiong              | 2–0   | Thom Gicquel Delphine Delrue           | 21–14 | 23–21 |       | Raport |
| 27 lipca | 15:40 | Kim Won-ho Jeong Na-eun                | 1–2   | Rinov Rivaldy Pitha Haningtyas Mentari | 20–22 | 21–14 | 19–21 | Raport |
| 28 lipca | 14:00 | Zheng Siwei Huang Yaqiong              | 2–0   | Rinov Rivaldy Pitha Haningtyas Mentari | 21–10 | 21–3  |       | Raport |
| 28 lipca | 14:50 | Kim Won-ho Jeong Na-eun                | 2–0   | Thom Gicquel Delphine Delrue           | 22–20 | 21–16 |       | Raport |
| 29 lipca | 09:20 | Zheng Siwei Huang Yaqiong              | 2–0   | Kim Won-ho Jeong Na-eun                | 21–13 | 21–14 |       | Raport |
| 29 lipca | 10:10 | Rinov Rivaldy Pitha Haningtyas Mentari | 0–2   | Thom Gicquel Delphine Delrue           | 13–21 | 15–21 |       | Raport |

### Grupa B
| Lp. | Zawodnik                                               | M | Z | P | S+ | S- | S+/- | P+  | P-  | P+/- | Pkt | Kwalifikacja        |
| --- | ------------------------------------------------------ | - | - | - | -- | -- | ---- | --- | --- | ---- | --- | ------------------- |
| 1   | Seo Seung-jae / Chae Yoo-jung (KOR)                    | 3 | 3 | 0 | 6  | 1  | +5   | 136 | 97  | +39  | 3   | Awans do 1/4 finału |
| 2   | Dechapol Puavaranukroh / Sapsiree Taerattanachai (THA) | 3 | 2 | 1 | 5  | 2  | +3   | 136 | 105 | +31  | 2   | Awans do 1/4 finału |
| 3   | Robin Tabeling / Selena Piek (NED)                     | 3 | 1 | 2 | 2  | 4  | −2   | 100 | 111 | −11  | 1   |                     |
| 4   | Koceila Mammeri / Tanina Mammeri (ALG)                 | 3 | 0 | 3 | 0  | 6  | −6   | 67  | 126 | −59  | 0   |                     |

| Data     | Czas  | Drużyna 1                                      | Wynik | Drużyna 2                                      | Set 1 | Set 2 | Set 3 | Raport |
| -------- | ----- | ---------------------------------------------- | ----- | ---------------------------------------------- | ----- | ----- | ----- | ------ |
| 27 lipca | 08:30 | Seo Seung-jae Chae Yoo-jung                    | 2–0   | Koceila Mammeri Tanina Mammeri                 | 21–10 | 21–7  |       | Raport |
| 27 lipca | 10:00 | Dechapol Puavaranukroh Sapsiree Taerattanachai | 2–0   | Robin Tabeling Selena Piek                     | 21–14 | 21–16 |       | Raport |
| 28 lipca | 19:30 | Dechapol Puavaranukroh Sapsiree Taerattanachai | 2–0   | Koceila Mammeri Tanina Mammeri                 | 21–14 | 21–9  |       | Raport |
| 28 lipca | 21:10 | Seo Seung-jae Chae Yoo-jung                    | 2–0   | Robin Tabeling Selena Piek                     | 21–16 | 21–12 |       | Raport |
| 29 lipca | 14:00 | Seo Seung-jae Chae Yoo-jung                    | 2–1   | Dechapol Puavaranukroh Sapsiree Taerattanachai | 21–16 | 10–21 | 21–15 | Raport |
| 29 lipca | 15:40 | Robin Tabeling Selena Piek                     | 2–0   | Koceila Mammeri Tanina Mammeri                 | 21–18 | 21–9  |       | Raport |

### Grupa C
| Lp. | Zawodnik                                    | M | Z | P | S+ | S- | S+/- | P+ | P- | P+/- | Pkt | Kwalifikacja        |
| --- | ------------------------------------------- | - | - | - | -- | -- | ---- | -- | -- | ---- | --- | ------------------- |
| 1   | Yuta Watanabe / Arisa Higashino (JPN)       | 2 | 2 | 0 | 4  | 1  | +3   | 98 | 83 | +15  | 2   | Awans do 1/4 finału |
| 2   | Tang Chun Man / Tse Ying Suet (HKG)         | 2 | 1 | 1 | 3  | 2  | +1   | 98 | 82 | +16  | 1   | Awans do 1/4 finału |
| 3   | Ye Hong-wei / Lee Chia-hsin (TPE)           | 2 | 0 | 2 | 0  | 4  | −4   | 53 | 84 | −31  | 0   |                     |
| 4   | Mathias Christiansen / Alexandra Bøje (DEN) | 0 | 0 | 0 | 0  | 0  | 0    | 0  | 0  | 0    | 0   | Wycofali się        |

1. ↑  Mathias Christiansen wycofał się z turnieju.

| Data     | Czas  | Drużyna 1                     | Wynik | Drużyna 2                   | Set 1 | Set 2 | Set 3 | Raport |
| -------- | ----- | ----------------------------- | ----- | --------------------------- | ----- | ----- | ----- | ------ |
| 27 lipca | 14:00 | Tang Chun Man Tse Ying Suet   | 2–0   | Ye Hong-wei Lee Chia-hsin   | 21–13 | 21–13 |       | Raport |
| 28 lipca | 21:10 | Yuta Watanabe Arisa Higashino | 2–0   | Ye Hong-wei Lee Chia-hsin   | 21–14 | 21–13 |       | Raport |
| 29 lipca | 20:20 | Yuta Watanabe Arisa Higashino | 2–1   | Tang Chun Man Tse Ying Suet | 21–17 | 14–21 | 21–18 | Raport |

### Grupa D
| Lp. | Zawodnik                           | M | Z | P | S+ | S- | S+/- | P+  | P-  | P+/- | Pkt | Kwalifikacja        |
| --- | ---------------------------------- | - | - | - | -- | -- | ---- | --- | --- | ---- | --- | ------------------- |
| 1   | Chen Tang Jie / Toh Ee Wei (MAS)   | 3 | 3 | 0 | 6  | 1  | +5   | 148 | 122 | +26  | 3   | Awans do 1/4 finału |
| 2   | Feng Yanzhe / Huang Dongping (CHN) | 3 | 2 | 1 | 5  | 2  | +3   | 136 | 114 | +22  | 2   | Awans do 1/4 finału |
| 3   | Terry Hee / Jessica Tan (SGP)      | 3 | 1 | 2 | 2  | 4  | −2   | 105 | 115 | −10  | 1   |                     |
| 4   | Vinson Chiu / Jennie Gai (USA)     | 3 | 0 | 3 | 0  | 6  | −6   | 91  | 129 | −38  | 0   |                     |

| Data     | Czas  | Drużyna 1                  | Wynik | Drużyna 2                | Set 1 | Set 2 | Set 3 | Raport |
| -------- | ----- | -------------------------- | ----- | ------------------------ | ----- | ----- | ----- | ------ |
| 27 lipca | 08:30 | Feng Yanzhe Huang Dongping | 2–0   | Vinson Chiu Jennie Gai   | 21–11 | 21–14 |       | Raport |
| 27 lipca | 09:20 | Chen Tang Jie Toh Ee Wei   | 2–0   | Terry Hee Jessica Tan    | 23–21 | 21–12 |       | Raport |
| 28 lipca | 08:30 | Feng Yanzhe Huang Dongping | 2–0   | Terry Hee Jessica Tan    | 21–13 | 21–17 |       | Raport |
| 28 lipca | 11:00 | Chen Tang Jie Toh Ee Wei   | 2–0   | Vinson Chiu Jennie Gai   | 21–15 | 24–22 |       | Raport |
| 29 lipca | 08:30 | Feng Yanzhe Huang Dongping | 1–2   | Chen Tang Jie Toh Ee Wei | 21–17 | 15–21 | 16–21 | Raport |
| 29 lipca | 11:00 | Terry Hee Jessica Tan      | 2–0   | Vinson Chiu Jennie Gai   | 21–17 | 21–12 |       | Raport |

## Faza pucharowa
|  |              |                                                |                               |                               |              |    |                             |                             |           |                               |                               |                   |                   |                   |                   |                   |       |       |       |
|  | Ćwierćfinały | Ćwierćfinały                                   | Ćwierćfinały                  | Ćwierćfinały                  | Ćwierćfinały |    |                             | Półfinały                   | Półfinały | Półfinały                     | Półfinały                     | Półfinały         |                   |                   | Finał             | Finał             | Finał | Finał | Finał |
|  | Ćwierćfinały | Ćwierćfinały                                   | Ćwierćfinały                  | Ćwierćfinały                  | Ćwierćfinały |    |                             | Półfinały                   | Półfinały | Półfinały                     | Półfinały                     | Półfinały         |                   |                   | Finał             | Finał             | Finał | Finał | Finał |
|  |              |                                                |                               |                               |              |    |                             |                             |           |                               |                               |                   |                   |                   |                   |                   |       |       |       |
|  |              |                                                |                               |                               |              |    |                             |                             |           |                               |                               |                   |                   |                   |                   |                   |       |       |       |
|  | A1           | Zheng Siwei Huang Yaqiong                      | 21                            | 21                            |              |    |                             |                             |           |                               |                               |                   |                   |                   |                   |                   |       |       |       |
|  | A1           | Zheng Siwei Huang Yaqiong                      | 21                            | 21                            |              |    |                             |                             |           |                               |                               |                   |                   |                   |                   |                   |       |       |       |
|  | D2           | Feng Yanzhe Huang Dongping                     | 16                            | 15                            |              |    |                             |                             |           |                               |                               |                   |                   |                   |                   |                   |       |       |       |
|  | D2           | Feng Yanzhe Huang Dongping                     | 16                            | 15                            |              |    | Zheng Siwei Huang Yaqiong   | Zheng Siwei Huang Yaqiong   | 21        | 21                            |                               |                   |                   |                   |                   |                   |       |       |       |
|  |              |                                                |                               |                               |              |    | Zheng Siwei Huang Yaqiong   | Zheng Siwei Huang Yaqiong   | 21        | 21                            |                               |                   |                   |                   |                   |                   |       |       |       |
|  |              |                                                | Yūta Watanabe Arisa Higashino | Yūta Watanabe Arisa Higashino | 14           | 15 |                             |                             |           |                               |                               |                   |                   |                   |                   |                   |       |       |       |
|  | C1           | Yūta Watanabe Arisa Higashino                  | Yūta Watanabe Arisa Higashino | Yūta Watanabe Arisa Higashino | 14           | 15 | 23                          | 21                          |           |                               |                               |                   |                   |                   |                   |                   |       |       |       |
|  | C1           | Yūta Watanabe Arisa Higashino                  |                               |                               |              |    |                             |                             |           |                               |                               |                   |                   |                   |                   |                   |       |       |       |
|  | B2           | Dechapol Puavaranukroh Sapsiree Taerattanachai | 21                            | 14                            |              |    |                             |                             |           |                               |                               |                   |                   |                   |                   |                   |       |       |       |
|  | B2           | Dechapol Puavaranukroh Sapsiree Taerattanachai | 21                            | 14                            |              |    | Zheng Siwei Huang Yaqiong   | Zheng Siwei Huang Yaqiong   | 21        | 21                            |                               |                   |                   |                   |                   |                   |       |       |       |
|  |              |                                                |                               |                               |              |    |                             |                             |           |                               |                               |                   |                   |                   |                   |                   |       |       |       |
|  |              |                                                | Kim Won-ho Jeong Na-eun       | Kim Won-ho Jeong Na-eun       | 8            | 11 |                             |                             |           |                               |                               |                   |                   |                   |                   |                   |       |       |       |
|  | C2           | Tang Chun Man Tse Ying Suet                    | Kim Won-ho Jeong Na-eun       | Kim Won-ho Jeong Na-eun       | 8            | 11 | 15                          | 10                          |           |                               |                               |                   |                   |                   |                   |                   |       |       |       |
|  | C2           | Tang Chun Man Tse Ying Suet                    |                               |                               |              |    |                             |                             |           |                               |                               |                   |                   |                   |                   |                   |       |       |       |
|  | B1           | Seo Seung-jae Chae Yoo-jung                    | 21                            | 21                            |              |    |                             |                             |           |                               |                               |                   |                   |                   |                   |                   |       |       |       |
|  | B1           | Seo Seung-jae Chae Yoo-jung                    | 21                            | 21                            |              |    | Seo Seung-jae Chae Yoo-jung | Seo Seung-jae Chae Yoo-jung | 16        | 22                            | 21                            | Mecz o 3. miejsce | Mecz o 3. miejsce | Mecz o 3. miejsce | Mecz o 3. miejsce | Mecz o 3. miejsce |       |       |       |
|  |              |                                                |                               |                               |              |    | Seo Seung-jae Chae Yoo-jung | Seo Seung-jae Chae Yoo-jung | 16        | 22                            | 21                            | Mecz o 3. miejsce | Mecz o 3. miejsce | Mecz o 3. miejsce | Mecz o 3. miejsce | Mecz o 3. miejsce |       |       |       |
|  |              |                                                | Kim Won-ho Jeong Na-eun       | Kim Won-ho Jeong Na-eun       | 21           | 20 | 23                          |                             |           |                               |                               |                   |                   |                   |                   |                   |       |       |       |
|  | A2           | Kim Won-ho Jeong Na-eun                        | Kim Won-ho Jeong Na-eun       | Kim Won-ho Jeong Na-eun       | 21           | 20 | 23                          | 21                          | 21        |                               |                               |                   |                   |                   |                   |                   |       |       |       |
|  | A2           | Kim Won-ho Jeong Na-eun                        |                               |                               |              |    |                             |                             |           | Yūta Watanabe Arisa Higashino | Yūta Watanabe Arisa Higashino | 21                | 22                |                   |                   |                   |       |       |       |
|  | D1           | Chen Tang Jie Toh Ee Wei                       | 19                            | 14                            |              |    |                             |                             |           | Yūta Watanabe Arisa Higashino | Yūta Watanabe Arisa Higashino | 21                | 22                |                   |                   |                   |       |       |       |
|  | D1           | Chen Tang Jie Toh Ee Wei                       | 19                            | 14                            |              |    | Seo Seung-jae Chae Yoo-jung | Seo Seung-jae Chae Yoo-jung | 13        | 20                            |                               |                   |                   |                   |                   |                   |       |       |       |
|  |              |                                                |                               |                               |              |    | Seo Seung-jae Chae Yoo-jung | Seo Seung-jae Chae Yoo-jung | 13        | 20                            |                               |                   |                   |                   |                   |                   |       |       |       |